# Terataner piceus
Terataner piceus är en myrart som först beskrevs av Menozzi 1942.  Terataner piceus ingår i släktet Terataner och familjen myror. Inga underarter finns listade i Catalogue of Life.

## Bildgalleri

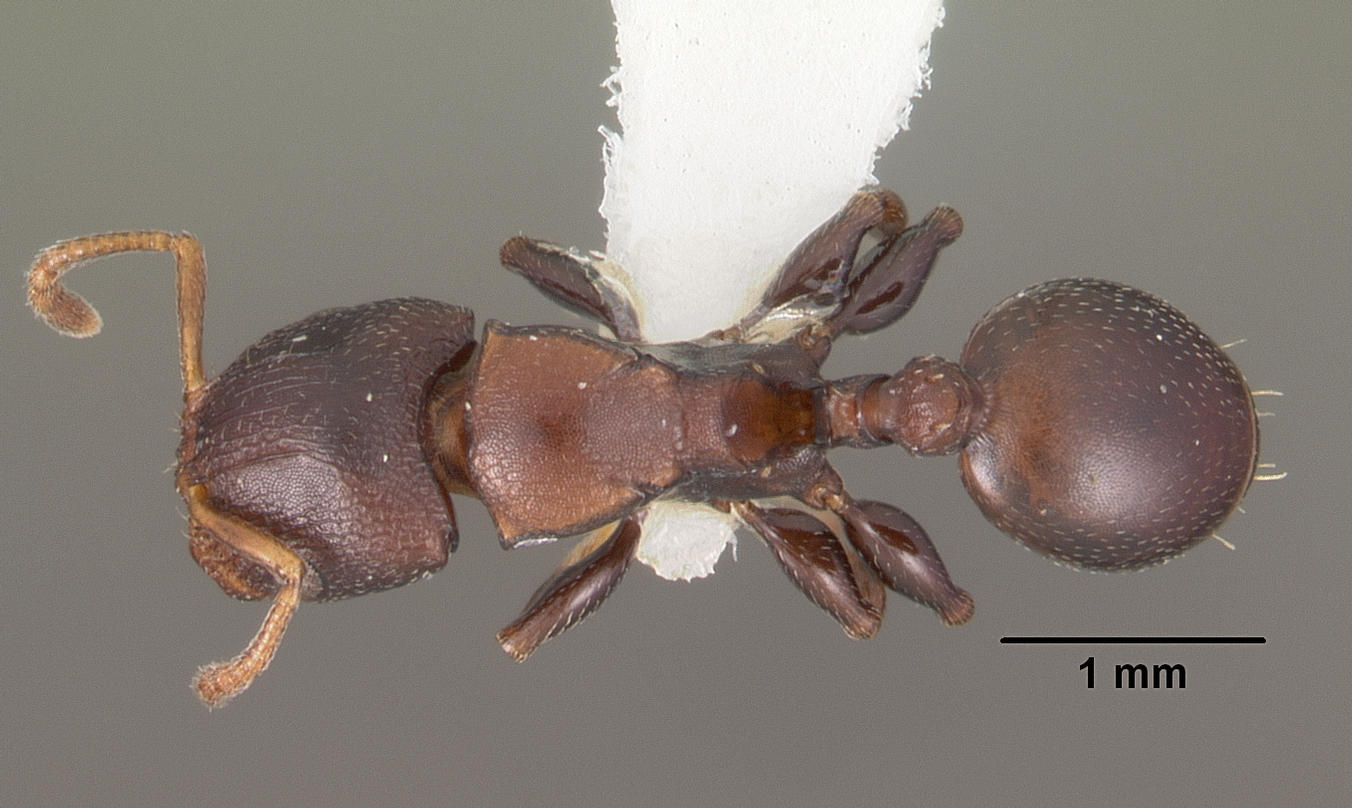
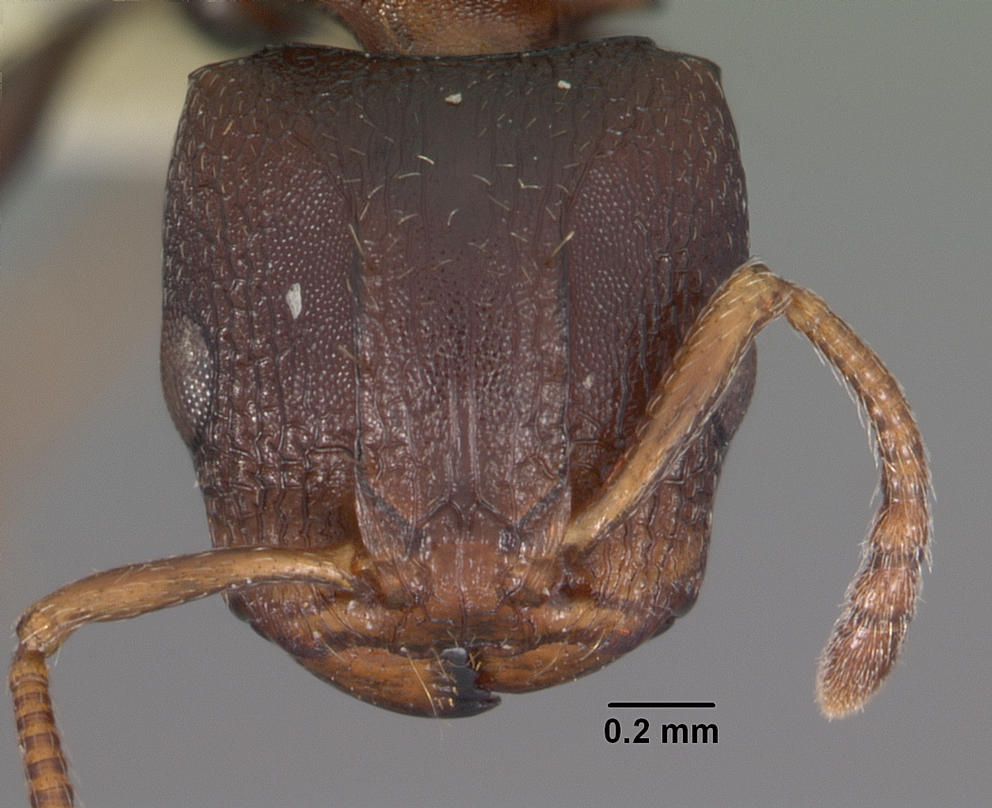
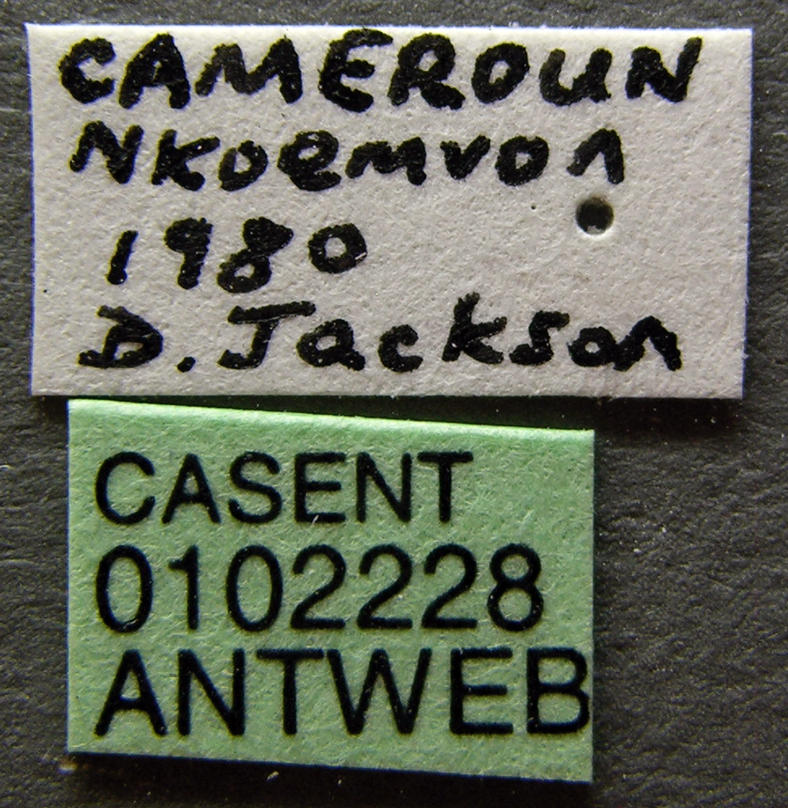
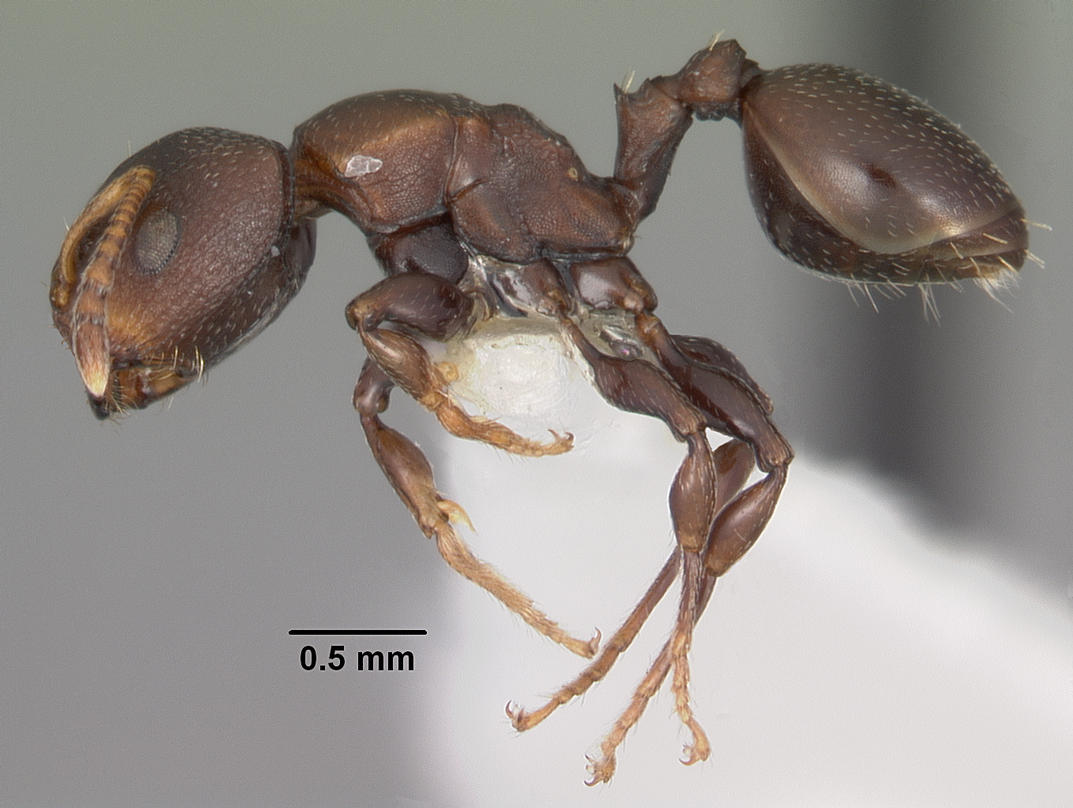